# Zwölf Stämme Israels
Die zwölf Stämme Israels bilden nach der Überlieferung des Tanach das Volk Israel. Die Entstehung dieses Volkes wird gemäß den biblischen Texten in der vorstaatlichen Zeit der Geschichte Israels (etwa 1200–1000 v. Chr.) angesetzt. Dabei ist die Zahl 12 wie in vielen anderen Kulturen als Symbol mit einer mythologischen Bedeutung belegt. Die Reihenfolge der Namen der Stämme erscheint in 20 verschiedenen Variationen. Auch im Neuen Testament wird im Zusammenhang mit dem Reich Gottes auf diese 12 Stämme Bezug genommen (Evangelium nach Matthäus 19,28  und Evangelium nach Lukas 22,30 ). Nach bisherigen archäologischen Erkenntnissen gibt es jedoch für diese Stammesgeschichte – außer den schriftlichen Überlieferungen – keine historische Grundlage.

## Biblische Überlieferung

### Der Name Israel
Der Stämmebund tritt in den Erzählungen der Bibel seit dem 2. Buch Mose als Volk „Israel“ unter einheitlicher Führung auf. Zu diesem Volk wurde er jedoch erst im Laufe des Ansiedlungsprozesses im Kulturland Kanaan, in das Stämme von Halbnomaden unterschiedlicher Herkunft seit etwa 1500 bis 1000 v. Chr. in der Spätbronzezeit einsickerten. Eine erste außerbiblische Bestätigung dafür gibt die „Israelstele“ des Pharaos Merenptah (um 1210 v. Chr.), welche Israel als Bezeichnung für eine Menschen- oder Völkergruppe verwendet.
Die zusammenwachsenden Stämme entwickelten durch gemeinsame Sprache, benachbarte Siedlungsgebiete und vor allem durch die an bestimmten Kultorten ausgeübte Religion ein Bewusstsein ihrer Zusammengehörigkeit. Die biblische Geschichtsschreibung hat ihre Einzelüberlieferungen – besonders die Geschichten von Abraham bis zu Joseph – so miteinander verknüpft, dass das Werden dieses Volkes von Beginn an als zielgerichtetes Wirken des Gottes JHWH in der Geschichte dargestellt wird. Die Stämme führten sich auf gemeinsame Erzväter zurück, deren Überlieferungen in eine Generationenfolge gebracht wurden. Der dritte dieser Stammväter, Jakob, habe von Gott den Ehrennamen „Israel“ erhalten.
Die Herkunft dieses Namens ist nicht mehr aufzuklären. Seine Wortbildung ähnelt anderen im Raum Kanaans üblichen theophoren Orts- und Personennamen, die mit dem dortigen Gottestitel El kombiniert waren. Die Übersetzung lautet „Gottesstreiter“, möglich wäre auch „Gott streitet für dich“. Darin drückt sich der mühsam errungene Glaube der Israeliten an ihre Besonderheit unter den übrigen Völkern aus. Sie sahen es als ihre Aufgabe an, der Welt ihren Gott als Schöpfer aller Menschen und seinen Segenswillen bekannt zu machen und dafür Gottes Gerichte, Widerstände und die Verfolgung durch andere Völker auf sich zu nehmen (vgl. 1. Buch Mose 12,3 ).
Die zwölf Stämme Israels erscheinen biblisch als Nachkommen der zwölf Söhne Jakob-Israels (siehe auch 5. Buch Mose 33,6-25  und Buch der Richter 5,14-18 ). Sie hatten anfangs keine gemeinsamen politischen Führer und Institutionen. Gleichwohl verband ihr Glaube an den in der Geschichte wirkenden Gott ihrer Väter sie zu einer Gemeinschaft.

### Biblische Stämmelisten
Die in der Bibel überlieferten Ahnentafeln und Stämmelisten unterscheiden Anordnung, Zahl und Namen der Stämme, halten aber die übergeordnete Zwölfzahl fest. Eine Liste der zwölf Jakobsöhne erscheint im 1. Buch Mose dreimal:
- Gen 29,31–30 EU, Gen 24 EU:

Leas Söhne: Ruben, Simeon, Levi, Juda.
Bilhas Söhne: Dan, Naftali.
Silpas Söhne: Gad, Ascher.
Leas Söhne: Issachar, Sebulon (Tochter Dina).
Rahels Sohn: Josef. Ihre Bitte um einen weiteren Sohn wird etwas später mit der Geburt Benjamins erhört (Gen 35,18).
- Gen 35,23–26 EU:

Leas Söhne: Ruben, Simeon, Levi, Juda, Issachar, Sebulon.
Rahels Söhne: Josef, Benjamin.
Bilhas Söhne: Dan, Naftali.
Silpas Söhne: Gad, Ascher (= 1. Chron 2,1f).
Die Namen der Stämme sind hier nach Stammesmüttern gruppiert, chronologisch bzw. nach Status ihrer Mutter (Jakobs erster Frau, zweiter Frau, deren Mägden als „Leihmüttern“). Ruben, Simeon, Levi und Juda stehen in beiden Auflistungen an erster Stelle und bildeten offenbar mit den übrigen Söhnen der Lea eine Einheit.
- Gen 49,1–27 EU: Jakob segnet vor seinem Tod jeden seiner Söhne: Ruben, Simeon, Levi, Juda, Sebulon, Issachar, Dan, Gad, Ascher, Naftali, Josef und Benjamin.

Man erfährt einiges über ihre Besonderheiten, ihr Stammesgebiet und ihr künftiges Schicksal. Simeon und Levi wird eine Zerstreuung angekündet, was auf späteres Fehlen eines eigenen Stammesgebietes hinweist. Juda erhält bereits die Ankündigung eines Herrschers: ein Hinweis auf das Königreich Juda und die dort aufgekommene Messiaserwartung. Dort ist dieser Text vermutlich entstanden.
- Num 26,4–51 EU: Zum Abschluss der Wüstenwanderung werden die direkten Nachkommen jedes der zwölf Söhne aufgelistet: Ruben, Simeon, Gad, Juda, Issachar, Sebulon, Josef – aufgeteilt auf seine beiden Söhne Manasse und Efraim – Benjamin, Dan, Ascher, Naftali.

Die Leviten sind hier zwar ebenfalls genannt, aber getrennt von den eigentlichen „Kindern Israels“. Dies wird damit begründet, dass sie kein eigenes Land erhielten und daher nicht zu den festen Bewohnern Israels zählten. Sie erhielten den Auftrag, als Priestergeschlecht für alle übrigen Stämme da zu sein. Nach der Landverteilung, die das Buch Josua in Jos 14–19  beschreibt, erhielt der Stamm Levi daher Wohnstädte innerhalb der übrigen Stammesgebiete (Jos 21).
Offenbar wurde in dieser späteren Version die Notwendigkeit empfunden, die Zwölfzahl nach dem Wegfall Levis aufrechtzuerhalten: Darum wurde der Stamm Josef in die Stämme Manasse und Efraim aufgeteilt. Zugleich rückte Gad an Levis Stelle, so dass auch die Anzahl der Söhne Leas sechs blieb. Daher hielt Martin Noth die Versionen, die Levi als eigenen Stamm an dritter Stelle nennen, für älter als die, in denen er fehlt. Die feste Reihung der sechs Söhne Leas erklärte er aus einer frühen Stammeseinheit, noch bevor die übrigen Stämme in das Siedlungsgebiet Israels einrückten.
Keine der Stämmelisten bildete demnach einen bestimmten, aus den Überlieferungen der Stämme bekannten historischen Siedlungszustand ab. Die drei erstgenannten Stammesgebiete waren laut Noth schon zu der Zeit, als spätere Stämme wie Josef und Benjamin hinzukamen, in größeren Einheiten aufgegangen; ihre Namen wurden gleichwohl festgehalten.
Die Zwölfzahl war vermutlich jedoch nicht ursprünglich. Das Deborahlied (Ri 5), das als einer der ältesten Bestandteile des Pentateuch gilt, nennt nur zehn Stammesgebiete: Efraim, Benjamin, Machir (= Manasse), Sebulon, Issachar, Ruben, Gelead (= Gad?), Dan, Ascher und Naftali. Es fehlen Juda und Simeon, deren Siedlungsgebiet später das Südreich Juda bildete, sowie Levi, von dem sich die Priester Israels herleiten. Es handelt sich also vermutlich um eine Tradition des Nordreichs Israel.

### Siedlungsgebiete

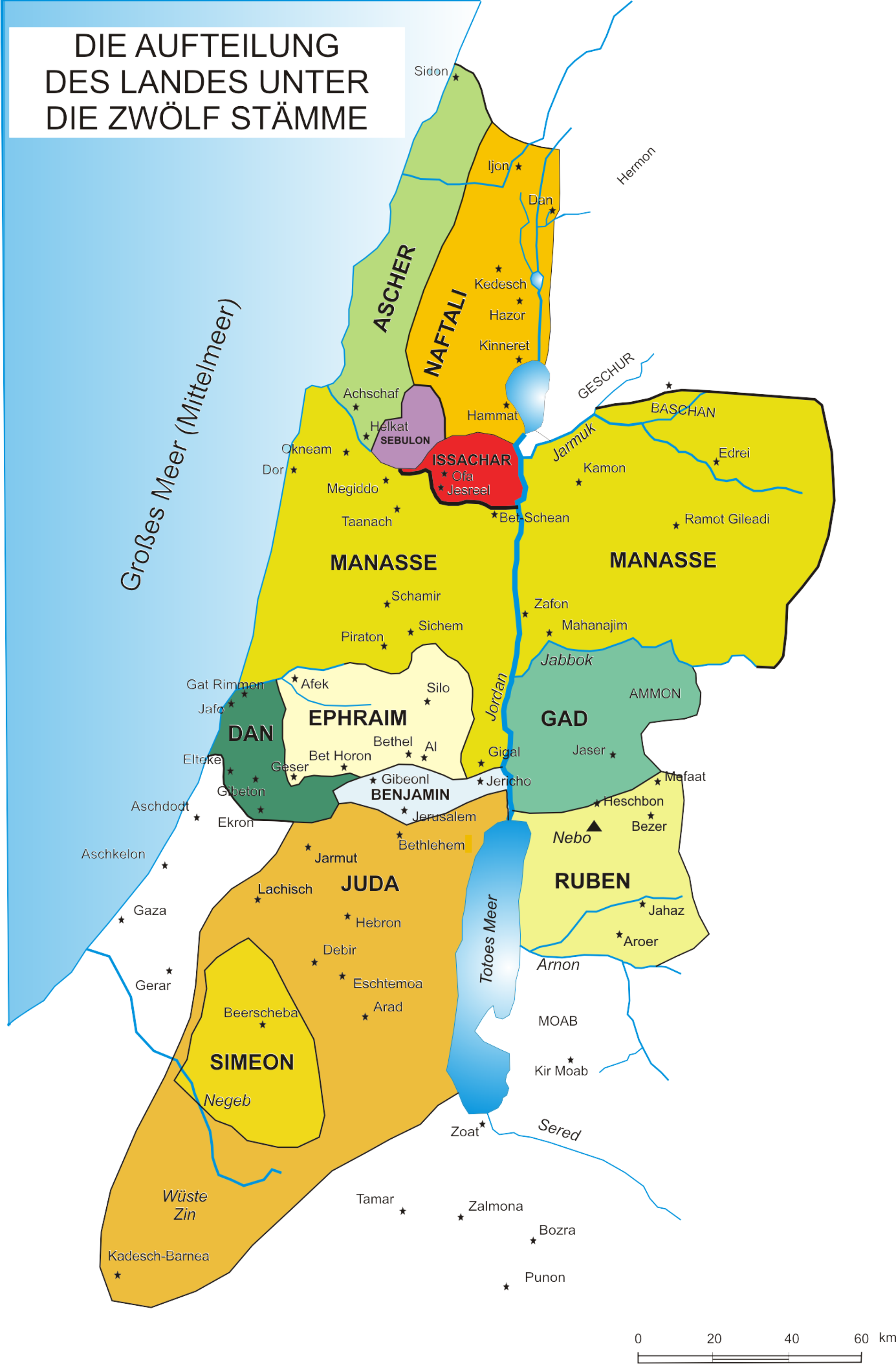
Gebiete der 12 Stämme Israels

Bei der Landnahme bedachte Josua bei der Versammlung in Silo nur sieben Stämme der Israeliten (Benjamin, Simeon, Sebulon, Issachar, Ascher, Naftali, Dan) mit Land. Das Fehlen mancher Stämme bei dieser Zuteilung bedeutet jedoch nicht, dass sie zu diesem Zeitpunkt nicht existierten, sondern dass sie bereits ein festes Gebiet hatten. Die genannten Eroberungen bzw. Landnahmen sind rückblickend eher der späten Phase der frühzeitlichen israelischen Expansion zugehörig. Die zum Stamm Juda zusammengeschlossenen regionalen Stämme, unter anderem die Städte Jericho, Hebron, Jerusalem und Bethlehem, haben insbesondere die Abrahamerzählung tradiert, welche später in den Büchern des Pentateuch fixiert wurde, so dass eine deutlich frühere Existenz und Ansiedlung somit als gesichert gilt. Weiterhin deutet die Erzählung zu dem für Joseph rettenden Verkauf (als Sklave nach Ägypten, nach Vorschlag seines Bruders Juda, der später zur großen Hilfe für die im Land bleibende Familie wurde, als es zu Hungersnöten kam) ebenfalls auf eine bereits frühe Existenz hin. Hier handelt es sich vermutlich um eine südliche Tradition von Jerusalem und Juda aus.
Die im Buch Josua umrissene Landnahme hatte einen weiteren entscheidenden Effekt, da sie die nördlich von Juda angesiedelten Gebiete der Kanaaniter angliederte und so die bis dahin bestehende geografische Trennung der nördlichen und der südlichen Stammesgebiete beseitigte. Durch die damit erreichte territoriale Geschlossenheit wurde wiederum das politische und kulturelle Zusammenwachsen der über diese Fläche verteilten Stämme stark begünstigt.

### Gemeinsame Einrichtungen
Jeder der Stämme verfügte als segmentäre Gesellschaft über ein hohes Maß an Selbstbestimmung und brachte seine eigenen Traditionen und Geschichten mit, die in der Bibel gesammelt wurden. Den Zusammenhalt der zwölf Stämme bildeten gemeinsame Heiligtümer, an denen jährliche Opferfeste stattfanden. Sie erhielten Ernte-Abgaben, die vom dreizehnten Stamm, den Leviten, verwaltet wurden. Im Falle äußerer Bedrohung eines oder mehrerer Stämme vollzogen diese unter Umständen gemeinsame Abwehrfeldzüge. Dabei sandte ein sich berufen fühlender Heerführer Sendschreiben an alle Stämme aus, um ein Heer aufzustellen. Dieses war situationsbedingt und wurde nicht zu einer fest stehenden Institution.

### Übergang zum Königtum

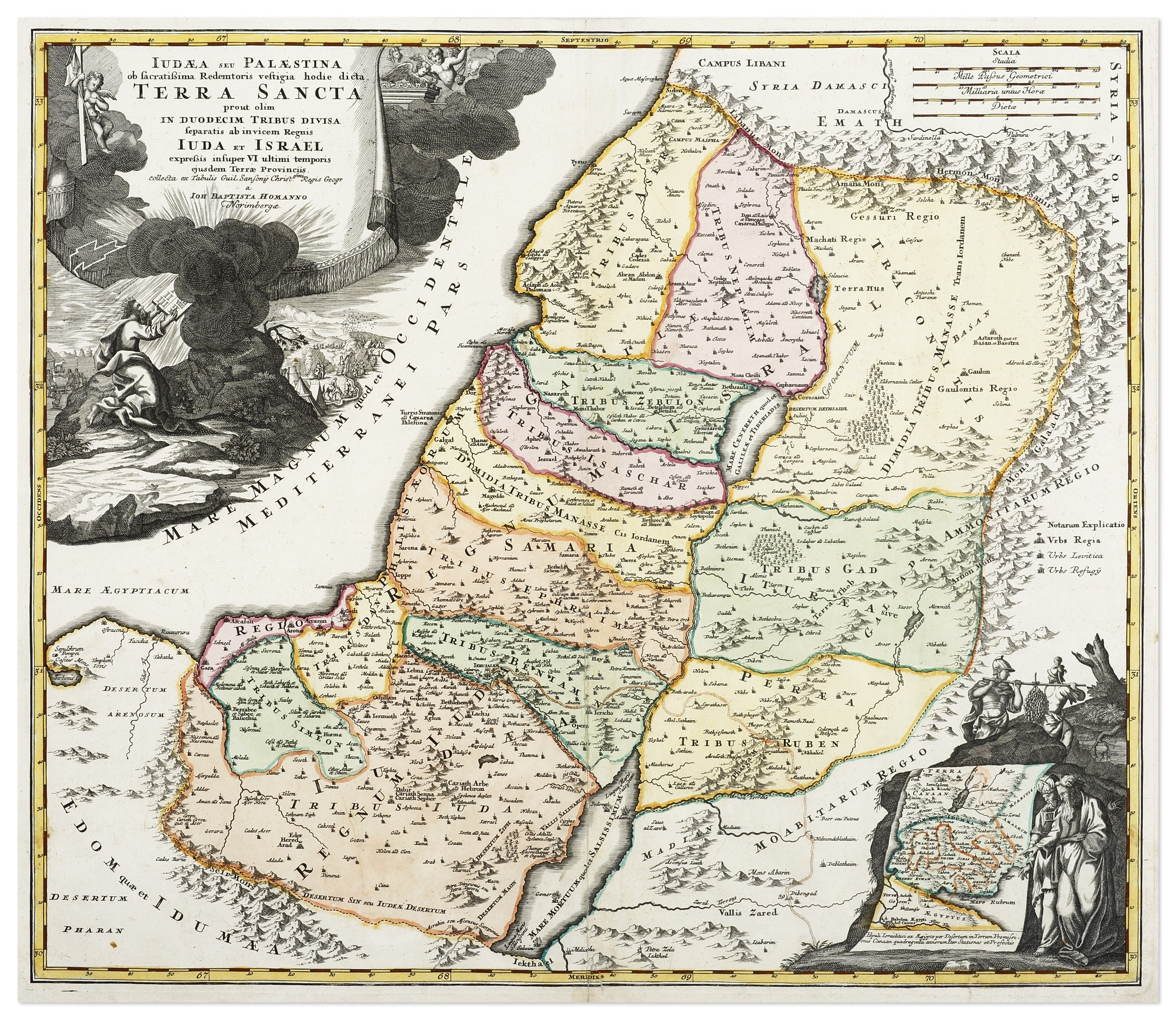
Karte ca. 1741: „Judaea seu Palaestina“ mit Städten und Stammesgebieten

Nach dem 1. Buch Samuel beendete die langjährige Gefährdung durch die Philister die Ära des losen Stämmebundes, und Israel wurde eine Monarchie wie die umgebenden Völker. Der von einem Propheten designierte König wurde von den Stämmen ursprünglich erst bestätigt, nachdem er sich außenpolitisch als erfolgreich erwiesen hatte. Er übernahm also die Funktion des berufenen charismatischen Heerführers und verstetigte sie. Das Großreich Israels soll der Bibel zufolge unter den ersten Königen Saul, David und Salomon alle zwölf Stämme umfasst haben, bevor es in das Nordreich Israel mit zehn Stämmen und das Südreich Juda mit zwei Stämmen zerbrach. David hatte Jerusalem zu seiner Hauptstadt gemacht, die später Hauptstadt des Südreiches war.

## Die Amphiktyonie-Hypothese
Bis etwa 1960 erklärte die alttestamentliche Wissenschaft den israelitischen Stämmebund oft als eine Amphiktyonie, also eine feste Einheit von tatsächlichen zwölf Stämmen, die sich um ein Zentralheiligtum gruppierten. Diese Hypothese gilt heute weithin als widerlegt.
Vorläufer dieser These (einen Überblick dazu gibt Georg Fohrer) stellten Heinrich Ewald (1864) und Hermann Gunkel auf: Sie nahmen im Anschluss an die Eigendarstellung des Pentateuch einen Stämmebund in der Patriarchenzeit an, der schon vor dem Auszug aus Ägypten unter Mose und der Übernahme des JHWH-Glaubens im Raum Palästinas existiert habe. Ewald wies bereits auf Zwölfer- und Sechserlisten für außerisraelitische Völker in der Bibel hin:
- Gen 22,20–24 EU: 12 Aramäer-Stämme
- Gen 25,13–16 EU: 12 Ismaeliten-Stämme
- Gen 36,20–28 EU: 12 Edomiter-Stämme.

## Weitere Hypothesen, Kritik und Ansätze
In einer von tribalistischen Strukturen geprägten, halbnomadischen bzw. nomadischen Gesellschaft konstituiert sich der kollektive Zusammenhalt häufig stark aus imaginierten und tradierten Elementen wie Sitten, Brauchtum, religiösen Überzeugungen, Ritualen und Traditionen, wie sie in „vorstaatlicher Zeit“, etwa durch den Richter (hebräisch שֹׁפְטִים Šōfəṭîm, deutsch ‚Richter (Mz.)‘), den Stammesführer gewährleistet wurden.
Max Weber ging von einer „Eidgenossenschaft“ aus, die als Kriegsbündnis konzipiert war und JHWH demgemäß als Kriegsgott sah. Deren Mitglieder konnten dann durchaus wechseln.
Martin Noth entfaltete diese These seit 1930 mit dem Aufsatz Das System der zwölf Stämme Israels. Er erklärte den Stämmebund als Einigung der sesshaft gewordenen benachbarten Stämme auf die JHWH-Verehrung in der Richterzeit unter Josua, dem Nachfolger Moses, wie sie in Jos 24 und Ri 19–21 dargestellt sei. Für die Verbreitung einer solchen sakralen Einheit um ein Zentralheiligtum zog er außerbiblische Parallelen aus dem antiken Griechenland und den Italikern heran. Nur in Ausnahmefällen habe der israelitische Stämmebund auch Krieg geführt.
Albrecht Alt (Kleine Schriften I, 55 ff. und II, 7 f.21 f.) übernahm diese Konzeption, erweiterte sie jedoch um eine Vorform in vorpalästinischer Zeit. Sigmund Mowinckel (vgl. 1946, 20ff.) ging dann von ursprünglich zehn Stämmen aus, die erst unter König David auf zwölf Stämmen erweitert worden seien; ähnlich auch A. Weiser (1959, 96) und K.-H. Schunck (1963). Verschiedene Forscher vertraten ergänzend dazu, es habe kleine Neben-Amphiktyonien gegeben, etwa in Hebron (Sayce 1889), Kadesch (Noth und Alt), Sichem (Noth und T. J. Meek 1936), Gilgal (K. Möhlenbrink 1938) oder Bet-El (Alfred Jepsen 1953/54).
Für Gerhard von Rad war der Heilige Krieg im frühen Israel eine wiederkehrende, zentrale gemeinsame Aktion des sakralen Bundes aus zwölf Stämmen. Ergänzend vertrat Jan Dus (1960, 1965), dieser habe bereits eine politische Organisation mit Ältestenrat und Führer besessen, analog zum phönizischen Karthago.
Otto Eißfeldt kritisierte 1965 als einer der ersten Alttestamentler diese „Amphiktyonisierung“ der frühisraelitischen Geschichte. Völlig ablehnend waren auch Y. Kaufmann und H. M. Orliensky (1962). Einen eher lockeren Verband nahmen Martinus Adrianus Beek (1961) und Siegfried Herrmann (1962) an. Eine Zuteilung des JHWH-Krieges zu den Rahelstämmen und der Amphiktyonie zu den Leastämmen stammt von Rudolf Smend (1963). Statt eines israelitischen Stämmebundes nahm Rahtjen (1965) eine Amphiktyonie der fünf Philister-Städte an.
Die Kritiker zweifelten zuerst die Legitimität einer Analogiebildung zu den griechisch-italischen Vorbildern an. Dies aber traf die Hypothese schon im Kern. Mit J. Maier (1965) wurde dann auch die Bundeslade immer mehr als um der Mobilität willen konstruiert erkannt (Bedrängnis durch die Philister).
In der Bundesforschung der 1950er Jahre glaubte man ferner, die Gesamtanlage des Buches Deuteronomium und die Sinaiperikope entspreche dem Typus althethitischer Vertragsformulare, die man entschlüsselt hatte: Sie enthielten vom Großkönig aufgezwungene, durch Segen und Fluch unter den Schutz der Götter gestellte Verträge, in denen er für Gehorsamsleistungen seinerseits Gegenleistungen versprach. Da man diese Formulare auf vor 1200 datierte, legte man auch die Bundeskonzeption in Israels vorstaatliche Zeit und den Dekalog in die Zeit des Mose. Entsprechend der Amphiktyoniethese (verbunden mit der Annahme der wandernden Lade als Zentralheiligtum) bezeichnete man das vorkönigszeitliche Israel als Stämmebund, dem dann der Gottesbund treffend korrespondierte.
Mit der Aufgabe der Amphiktyoniehypothese und der Erkenntnis, dass der Dekalog viel jünger ist als die in ihm beschriebenen Verhältnisse, fiel auch dieses Hypothesengebäude zusammen und der Gottesbund wurde als eine theologische Idee der späten Königszeit erklärt. Ebenso sind die zwölf Stämme eine versuchte Rückprojektion der Verhältnisse in vorstaatliche Zeit, als noch kein zentrales Königtum bestand.

## Übertragung in die Moderne
Die überlieferten Stämme Israels verloren ihre Bedeutung ab der Errichtung der Monarchie in Israel, und dann insbesondere aufgrund der Deportationen durch die Assyrer nach der Eroberung des Nordreiches um das Jahr 722 v. Chr. Seither gelten die zehn deportierten Stämme als „Verlorene“ Stämme, selbst wenn davon auszugehen ist, dass einzelne Israeliten zu unbekannten Zeitpunkten wieder in ihre angestammten Länder zurückkehrten. Mit dem Babylonischen Exil waren auch die verbleibenden zwei Stämme Juda und Benjamin zwangsumgesiedelt worden; auch sie kehrten schließlich wieder zurück. Diese Bevölkerungsbewegungen sowie auch Konversion von anderen Volksgruppen zum Judentum ließen genau bestimmbare Stammeszugehörigkeiten bereits in vorchristlicher Zeit endgültig untergehen. Spätere Erwähnungen der „Zwölf Stämme“ sind hauptsächlich als Metapher zu verstehen.
Mit Beginn der neuzeitlichen Alija wurden verschiedentlich die überlieferten Stammestheorien herangezogen, um die Herkunft von Juden aus der Diaspora zu bestimmen und Einwanderer nach Israel als Angehörige der alten Stämme anzuerkennen – beispielsweise gelten die äthiopisch-stämmigen Beta Israel als Abkömmlinge des verlorenen Stammes Dan, ohne dass dafür ein historisch belastbareres Indiz gegeben werden kann. Aufgrund der großen Heterogenität sowohl der Lebensführung als auch der jeweils überlieferten Tradition spielte es bei der Integration in Israel eine große Rolle, ob eingewanderte Juden beispielsweise aschkenasischer, sephardischer, romaniotischer, karaitischer, äthiopischer, irakischer, kurdischer, jemenitischer, georgischer, bergjüdischer, persischer, bucharischer, marathischer, malabarischer oder noch anderer Herkunft waren. Teilweise wurden sogar genetische Untersuchungen über Verwandtschaftsverhältnisse zwischen diesen Gruppen angestrengt.
Auch andere mit dem Judentum verknüpfte Abstammungstheorien werden über entsprechende Bezeichnungen mit der alten Überlieferung der zwölf Stämme verbunden, so etwa die angebliche Abstammung des östlichen Judentums von den Chasaren als sogenanntem „Dreizehnten Stamm“, die 1976 von Arthur Koestler behauptet wurde.